# Алісія Мачадо
Йосеф Алісія Мачадо Фахардо (ісп. Yoseph Alicia Machado Fajardo; 6 грудня 1976, Маракай, Венесуела) — венесуельська актриса, фотомодель, співачка, журналістка і телеведуча.

## Біографія
Йосеф Алісія Мачадо Фахардо народилася 6 грудня 1976 року в Маракаї (Венесуела) в сім'ї кубинця Херардо Мачадо і його дружини—іспанки.
Алісія почала свою кар'єру в якості фотомоделі в 1995 році з перемоги на конкурсі «Міс Венесуела». В кінці 1990-х років Мачадо почала зніматися в кіно. Вона також є співачкою, журналісткою і телеведучої.
Алісія була у фактичному шлюбі з Хосе Херардо Альварес Васкес, який був одним з лідерів мексиканського наркокартеля, який працював під керівництвом Артура Белтрана Лейві (вбитий в 2009 році). Васкес був арештований у квітні 2010 року. У колишньої пари є дочка — Дінора Валентина (нар. 25 червня 2008).

## Фільмографія

### Телебачення
| Рік       | Українська назва | Оригінальна назва              | Персонаж                                          |
| --------- | ---------------- | ------------------------------ | ------------------------------------------------- |
| 1997      | Няня             | The Nanny                      |                                                   |
| 1998      |                  | Samantha                       | Samantha Del Llano                                |
| 1999      |                  | Infierno en el paraíso         | Marian Ordiales                                   |
| 2000      |                  | Estamos unidos                 | Mari                                              |
| 2002      |                  | Mambo y canela                 | Canela                                            |
| 2006      |                  | La hora pico                   | Alicia                                            |
| 2007      |                  | Amor sin maquillaje            | Marina Fernández Rosales                          |
| 2007      |                  | El Pantera                     | Diana Rodríguez                                   |
| 2009      |                  | Los simuladores                | Camila                                            |
| 2009      |                  | Hasta que el dinero nos separe | Ana Karen Sandoval                                |
| 2009-2010 |                  | Atrévete a soñar               | Electra                                           |
| 2011-2012 |                  | Una familia con suerte         | Candelaria de los Ángeles "Candy" López Fernández |
| 2013      |                  | Porque el amor manda           | Candelaria de los Ángeles "Candy" López Fernández |
| 2013      |                  | La Madame                      | Madame Rochy "la Madame"                          |
| 2015      | Непростимо       | Lo imperdonable                | Claudia Ordaz                                     |
| 2017      |                  | Milagros de Navidad            | Juana León                                        |
| 2021      |                  | Esta historia me suena         | Nora                                              |
| 2023      | Гра в брехню     | Juego de mentiras              | Alejandra Edwards                                 |
| 2023      |                  | Amores que engañan             | Sabrina                                           |